# Hugo Almeida
Hugo Miguel Pereira de Almeida, detto Hugo Almeida (Figueira da Foz, 23 maggio 1984), è un allenatore di calcio ed ex calciatore portoghese, di ruolo attaccante.

## Carriera

### Club

#### Gli inizi
Hugo Almeida inizia a giocare a calcio nel Naval, prima d'essere acquistato dal Porto.
Inizialmente, non viene ritenuto idoneo per restare a Porto, pertanto viene dato in prestito ad União Leiria e Boavista, tornando al Porto nella stagione 2005-2006, durante la quale vince il titolo nazionale e segna un gol in Champions League contro l'Inter a San Siro, sfruttando un calcio di punizione da 35 metri.

#### Werder Brema
Il Porto cede nuovamente in prestito l'attaccante portoghese per la stagione 2006-07, stavolta in Bundesliga con il Werder Brema, totalizzando nel corso della stagione 10 gol e 41 presenze - in tutte le competizioni. Dopo aver visto le sue chance di giocare al Porto esser tagliate definitivamente, visti gli arrivi di attaccanti come Edgar Bruno da Silva ed Ernesto Farías, decide di accettare l'offerta fattagli dal Werder, firmando un contratto quadriennale.
Con la cessione di Miroslav Klose al Bayern Monaco, le possibilità di utilizzo di Almeida con l'ex-squadra del tedesco-polacco crescono fortemente: infatti, Hugo Almeida chiude la stagione con 11 gol in campionato, bottino inferiore solo a quelli di Diego e Markus Rosenberg, i quali chiudono la stagione rispettivamente con 13 e 14 reti.

#### Besiktas, Cesena e anni in Russia
Il 24 dicembre 2010 si trasferisce in Turchia al Beşiktaş firmando un triennale. A partire dal luglio 2014, una volta terminato il contratto col club anatolico, rimane svincolato fino al 6 ottobre 2014, quando trova un accordo con il Cesena. Il 26 ottobre fa il suo debutto con la maglia dei romagnoli, subentrando al 64º minuto al posto di Djuric durante la sconfitta interna subita contro l'Inter.
Il 19 gennaio 2015 ottiene la rescissione del contratto con il Cesena.
Il 22 gennaio trova l'accordo coi russi del Kuban' per un anno, guadagnando 200.000 euro netti al mese. Il 9 luglio 2015 viene acquistato dall'Anži. Nel club russo totalizzerà 12 presenze segnando 2 gol, venendo chiuso dalle nuove gerarchie del club. Il 13 gennaio 2016 lascia ufficialmente il club.

#### Hannover 96
Il 16 gennaio 2016, si sposterà in Germania, firmando per l'Hannover 96 con un contratto valido fino alla fine della stagione. Sette giorni dopo, al proprio debutto con il club tedesco, segna l'unica rete della propria squadra nella sconfitta contro il Darmstadt. Nel mese di febbraio, il giocatore subisce una squalifica di tre turni per aver refilato una gomitata a Dominik Kohr durante un match contro l'Augusta. Al termine della stagione, conclusasi con la retrocessione del club, lascia la squadra in scadenza di contratto.

#### AEK Atene
Il 18 luglio 2016, alla scadenza del contratto che lo legava all'Hannover 96, firmerà a costo zero per l'AEK Atene, nel massimo campionato greco. Al suo debutto casalingo contro lo Xanthī, il portoghese mette a segno una doppietta nell'arco di 15 minuti; la gara si è poi conclusa con il punteggio di 4-1 per i padroni di casa. Il 26 aprile 2017, nella semifinale di ritorno di Coppa di Grecia contro l'Olympiacos, Almeida si ritrova a giocare come portiere per gli ultimi minuti di gara a causa dell'espulsione di Giannīs Anestīs; i gialloneri riuscirono a qualificarsi per la finale grazie alla regola dei gol in trasferta.

#### Ultimi anni
Il 31 agosto 2017, dopo aver rescisso consensualmente il contratto con il precedente club, sbarca in Croazia, a parametro zero, firmando per l'Hajduk Spalato. Totalizzerà, in una stagione, 14 presenze e 3 reti.
Il 16 luglio 2018, fa ritorno in patria firmando per l'Académica. Debutta ufficialmente in Segunda Liga il successivo 18 agosto, giocando 36 minuti nella sconfitta casalinga contro il Paços Ferreira, venendo nuovamente adattato a portiere a causa dell'espulsione di Peterson Peçanha.  In totale, con la maglia del club colleziona 37 presenze e mette a segno 11 marcature.
Il 6 febbraio 2020, dopo aver rescisso con il club portoghese, annuncia il ritiro ufficiale dal calcio giocato.

### Nazionale
Almeida ha giocato ad ogni livello con la nazionale portoghese, sin dall'Under-15. Era fra i convocati portoghesi al Torneo di Tolone 2003, terminato con la vittoria degli iberici; è convocato inoltre per l'Europeo Under-21 2004, classificandosi al 3º posto, per le Olimpiadi di Atene 2004, per l'Europeo Under-21 2006 e per quello dell'anno seguente.
Esordisce nella nazionale maggiore nel 2004, in occasione di Portogallo-Inghilterra 1-1 del 18 febbraio. Viene convocato per giocare le ultime tre partite della campagna di qualificazione ad Euro 2008, realizzando due gol, contro Azerbaigian ed Armenia, di vitale importanza per staccare il biglietto per Austria-Svizzera 2008.
Nel 2010 prende parte al campionato mondiale in Sudafrica; durante il torneo riesce a trovare il gol in un'unica occasione, nella seconda partita della fase a gironi contro la Corea del Nord vinta 7-0.

## Statistiche

### Presenze e reti nei club
| Stagione            | Squadra             | Campionato          | Campionato | Campionato | Coppe nazionali | Coppe nazionali | Coppe nazionali | Coppe continentali | Coppe continentali | Coppe continentali | Altre coppe | Altre coppe | Altre coppe | Totale | Totale |
| Stagione            | Squadra             | Comp                | Pres       | Reti       | Comp            | Pres            | Reti            | Comp               | Pres               | Reti               | Comp        | Pres        | Reti        | Pres   | Reti   |
| ------------------- | ------------------- | ------------------- | ---------- | ---------- | --------------- | --------------- | --------------- | ------------------ | ------------------ | ------------------ | ----------- | ----------- | ----------- | ------ | ------ |
| 2002-gen. 2003      | Porto B             | SD                  | 23         | 21         | -               | -               | -               | -                  | -                  | -                  | -           | -           | -           | 23     | 21     |
| gen.-giu. 2003      | União Leiria        | PL                  | 15         | 4          | CP              | 3               | 1               | -                  | -                  | -                  | -           | -           | -           | 18     | 5      |
| 2003-gen. 2004      | Porto               | PL                  | 3          | 0          | CP              | 0               | 0               | UCL                | 2                  | 0                  | SP+SU       | 0           | 0           | 5      | 0      |
| gen.-giu. 2004      | União Leiria        | PL                  | 15         | 3          | CP              | 1               | 1               | CU                 | -                  | -                  | SP          | -           | -           | 16     | 4      |
| Totale União Leiria | Totale União Leiria | Totale União Leiria | 30         | 7          |                 | 4               | 2               |                    | -                  | -                  |             | -           | -           | 34     | 9      |
| 2004-gen. 2005      | Porto               | PL                  | 3          | 0          | CP              | 0               | 0               | UCL                | 2                  | 0                  | SP+SU+CInt  | 0           | 0           | 5      | 0      |
| gen.-giu. 2005      | Boavista            | PL                  | 14         | 3          | CP              | 2               | 0               | -                  | -                  | -                  | -           | -           | -           | 16     | 3      |
| 2005-2006           | Porto               | PL                  | 28         | 4          | CP              | 1               | 0               | UCL                | 6                  | 1                  | -           | -           | -           | 35     | 5      |
| Totale Porto        | Totale Porto        | Totale Porto        | 34         | 4          |                 | 2               | 0               |                    | 10                 | 1                  |             | 0           | 0           | 46     | 5      |
| 2006-2007           | Werder Brema        | BL                  | 28         | 5          | CG              | 1               | 0               | UCL+CU             | 4+8                | 0+4                | CdL         | 0           | 0           | 41     | 9      |
| 2007-2008           | Werder Brema        | BL                  | 23         | 11         | CG              | 2               | 1               | UCL+CU             | 7+4                | 3+1                | CdL         | 0           | 0           | 36     | 16     |
| 2008-2009           | Werder Brema        | BL                  | 27         | 9          | CG              | 5               | 4               | UCL+CU             | 3+8                | 2+1                | -           | -           | -           | 43     | 16     |
| 2009-2010           | Werder Brema        | BL                  | 26         | 7          | CG              | 4               | 1               | UEL                | 6                  | 3                  | -           | -           | -           | 36     | 11     |
| 2010-gen. 2011      | Werder Brema        | BL                  | 13         | 9          | CG              | 2               | 1               | UCL                | 6                  | 1                  | -           | -           | -           | 21     | 11     |
| Totale Werder Brema | Totale Werder Brema | Totale Werder Brema | 117        | 41         |                 | 14              | 7               |                    | 46                 | 15                 |             | 0           | 0           | 177    | 63     |
| gen.-giu. 2011      | Beşiktaş            | SL                  | 12         | 4          | TK              | 6               | 4               | UEL                | 2                  | 0                  | -           | -           | -           | 20     | 8      |
| 2011-2012           | Beşiktaş            | SL                  | 22+3       | 10+1       | TK              | 1               | 0               | UEL                | 9                  | 3                  | -           | -           | -           | 35     | 14     |
| 2012-2013           | Beşiktaş            | SL                  | 20         | 9          | TK              | 2               | 1               | -                  | -                  | -                  | -           | -           | -           | 22     | 10     |
| 2013-2014           | Beşiktaş            | SL                  | 31         | 13         | TK              | 0               | 0               | UEL                | 2                  | 2                  | -           | -           | -           | 33     | 15     |
| Totale Beşiktaş     | Totale Beşiktaş     | Totale Beşiktaş     | 85+3       | 36+1       |                 | 9               | 5               |                    | 13                 | 5                  |             | -           | -           | 110    | 47     |
| 2014-gen. 2015      | Cesena              | A                   | 10         | 0          | CI              | 0               | 0               | -                  | -                  | -                  | -           | -           | -           | 10     | 0      |
| gen.-giu. 2015      | Kuban'              | PL                  | 10         | 2          | KR              | 3               | 1               | UEL                | -                  | -                  | -           | -           | -           | 13     | 3      |
| 2015-gen. 2016      | Anži                | PL                  | 12         | 2          | KR              | 2               | 2               | -                  | -                  | -                  | -           | -           | -           | 14     | 4      |
| gen.-giu. 2016      | Hannover            | BL                  | 7          | 1          | CG              | -               | -               | -                  | -                  | -                  | -           | -           | -           | 7      | 1      |
| 2016-2017           | AEK Atene           | SL                  | 16+5       | 4          | CG              | 5               | 0               | UEL                | 1                  | 0                  | -           | -           | -           | 27     | 4      |
| ago. 2017           | AEK Atene           | SL                  | 1          | 1          | CG              | 0               | 0               | UCL+UEL            | 1+1                | 0                  | -           | -           | -           | 3      | 1      |
| Totale AEK Atene    | Totale AEK Atene    | Totale AEK Atene    | 17+5       | 5          |                 | 5               | 0               |                    | 3                  | 0                  |             | -           | -           | 30     | 5      |
| ago. 2017-2018      | Hajduk Spalato      | 1.HNL               | 14         | 3          | CC              | 2               | 0               | UEL                | -                  | -                  | -           | -           | -           | 16     | 3      |
| 2018-2019           | Académica           | SL                  | 23         | 10         | CP+CdL          | 0+0             | 0+0             | -                  | -                  | -                  | -           | -           | -           | 23     | 10     |
| 2019-feb. 2020      | Académica           | SL                  | 10         | 1          | CP+CdL          | 2+2             | 0+0             | -                  | -                  | -                  | -           | -           | -           | 14     | 1      |
| Totale Académica    | Totale Académica    | Totale Académica    | 33         | 11         |                 | 4               | 0               |                    | -                  | -                  |             | -           | -           | 37     | 11     |
| Totale carriera     | Totale carriera     | Totale carriera     | 414        | 137        |                 | 47              | 17              |                    | 72                 | 21                 |             | 0           | 0           | 533    | 175    |

### Presenze e reti in nazionale
| Cronologia completa delle presenze e delle reti in nazionale ― Portogallo | Cronologia completa delle presenze e delle reti in nazionale ― Portogallo | Cronologia completa delle presenze e delle reti in nazionale ― Portogallo | Cronologia completa delle presenze e delle reti in nazionale ― Portogallo | Cronologia completa delle presenze e delle reti in nazionale ― Portogallo | Cronologia completa delle presenze e delle reti in nazionale ― Portogallo | Cronologia completa delle presenze e delle reti in nazionale ― Portogallo | Cronologia completa delle presenze e delle reti in nazionale ― Portogallo |
| Data                                                                      | Città                                                                     | In casa                                                                   | Risultato                                                                 | Ospiti                                                                    | Competizione                                                              | Reti                                                                      | Note                                                                      |
| ------------------------------------------------------------------------- | ------------------------------------------------------------------------- | ------------------------------------------------------------------------- | ------------------------------------------------------------------------- | ------------------------------------------------------------------------- | ------------------------------------------------------------------------- | ------------------------------------------------------------------------- | ------------------------------------------------------------------------- |
| 18-2-2004                                                                 | Faro                                                                      | Portogallo                                                                | 1 – 1                                                                     | Inghilterra                                                               | Amichevole                                                                | -                                                                         | 78’                                                                       |
| 1-9-2006                                                                  | Brøndby                                                                   | Danimarca                                                                 | 4 – 2                                                                     | Portogallo                                                                | Amichevole                                                                | -                                                                         | 66’                                                                       |
| 2-6-2007                                                                  | Bruxelles                                                                 | Belgio                                                                    | 1 – 2                                                                     | Portogallo                                                                | Qual. Euro 2008                                                           | -                                                                         | 79’ 90’                                                                   |
| 13-10-2007                                                                | Baku                                                                      | Azerbaigian                                                               | 0 – 2                                                                     | Portogallo                                                                | Qual. Euro 2008                                                           | 1                                                                         |                                                                           |
| 17-10-2007                                                                | Almaty                                                                    | Kazakistan                                                                | 1 – 2                                                                     | Portogallo                                                                | Qual. Euro 2008                                                           | -                                                                         | 63’                                                                       |
| 17-11-2007                                                                | Leiria                                                                    | Portogallo                                                                | 1 – 0                                                                     | Armenia                                                                   | Qual. Euro 2008                                                           | 1                                                                         | 68’                                                                       |
| 6-2-2008                                                                  | Zurigo                                                                    | Italia                                                                    | 3 – 1                                                                     | Portogallo                                                                | Amichevole                                                                | -                                                                         | 57’                                                                       |
| 26-3-2008                                                                 | Düsseldorf                                                                | Grecia                                                                    | 2 – 1                                                                     | Portogallo                                                                | Amichevole                                                                | -                                                                         | 46’                                                                       |
| 31-5-2008                                                                 | Viseu                                                                     | Portogallo                                                                | 2 – 0                                                                     | Georgia                                                                   | Amichevole                                                                | -                                                                         | 73’                                                                       |
| 11-6-2008                                                                 | Carouge                                                                   | Rep. Ceca                                                                 | 1 – 3                                                                     | Portogallo                                                                | Euro 2008 - 1º turno                                                      | -                                                                         | 80’                                                                       |
| 15-6-2008                                                                 | Basilea                                                                   | Svizzera                                                                  | 2 – 0                                                                     | Portogallo                                                                | Euro 2008 - 1º turno                                                      | -                                                                         | 74’                                                                       |
| 20-8-2008                                                                 | Aveiro                                                                    | Portogallo                                                                | 5 – 0                                                                     | Fær Øer                                                                   | Amichevole                                                                | -                                                                         |                                                                           |
| 6-9-2008                                                                  | Attard                                                                    | Malta                                                                     | 0 – 4                                                                     | Portogallo                                                                | Qual. Mondiali 2010                                                       | 1                                                                         | 67’                                                                       |
| 10-9-2008                                                                 | Lisbona                                                                   | Portogallo                                                                | 2 – 3                                                                     | Danimarca                                                                 | Qual. Mondiali 2010                                                       | -                                                                         | 72’                                                                       |
| 11-10-2008                                                                | Solna                                                                     | Svezia                                                                    | 0 – 0                                                                     | Portogallo                                                                | Qual. Mondiali 2010                                                       | -                                                                         | 65’                                                                       |
| 15-10-2008                                                                | Braga                                                                     | Portogallo                                                                | 0 – 0                                                                     | Albania                                                                   | Qual. Mondiali 2010                                                       | -                                                                         | 90’                                                                       |
| 20-11-2008                                                                | Gama                                                                      | Brasile                                                                   | 6 – 2                                                                     | Portogallo                                                                | Amichevole                                                                | -                                                                         | 77’                                                                       |
| 11-2-2009                                                                 | Faro                                                                      | Portogallo                                                                | 1 – 0                                                                     | Finlandia                                                                 | Amichevole                                                                | -                                                                         | 57’                                                                       |
| 28-3-2009                                                                 | Porto                                                                     | Portogallo                                                                | 0 – 0                                                                     | Svezia                                                                    | Qual. Mondiali 2010                                                       | -                                                                         | 66’                                                                       |
| 6-6-2009                                                                  | Tirana                                                                    | Albania                                                                   | 1 – 2                                                                     | Portogallo                                                                | Qual. Mondiali 2010                                                       | 1                                                                         | 69’                                                                       |
| 10-6-2009                                                                 | Tallinn                                                                   | Estonia                                                                   | 0 – 0                                                                     | Portogallo                                                                | Amichevole                                                                | -                                                                         | 84’                                                                       |
| 12-8-2009                                                                 | Vaduz                                                                     | Liechtenstein                                                             | 0 – 3                                                                     | Portogallo                                                                | Amichevole                                                                | 2                                                                         |                                                                           |
| 14-11-2009                                                                | Lisbona                                                                   | Portogallo                                                                | 1 – 0                                                                     | Bosnia ed Erzegovina                                                      | Qual. Mondiali 2010                                                       | -                                                                         | 88’                                                                       |
| 3-3-2010                                                                  | Coimbra                                                                   | Portogallo                                                                | 2 – 0                                                                     | Cina                                                                      | Amichevole                                                                | 1                                                                         |                                                                           |
| 24-5-2010                                                                 | Covilhã                                                                   | Portogallo                                                                | 0 – 0                                                                     | Capo Verde                                                                | Amichevole                                                                | -                                                                         | 46’                                                                       |
| 8-6-2010                                                                  | Johannesburg                                                              | Mozambico                                                                 | 0 – 3                                                                     | Portogallo                                                                | Amichevole                                                                | 2                                                                         | 46’                                                                       |
| 21-6-2010                                                                 | Città del Capo                                                            | Portogallo                                                                | 7 – 0                                                                     | Corea del Nord                                                            | Mondiali 2010 - 1º turno                                                  | 1                                                                         | 70’ 77’                                                                   |
| 29-6-2010                                                                 | Città del Capo                                                            | Spagna                                                                    | 1 – 0                                                                     | Portogallo                                                                | Mondiali 2010 - 1º turno                                                  | -                                                                         | 59’                                                                       |
| 3-9-2010                                                                  | Guimarães                                                                 | Portogallo                                                                | 4 – 4                                                                     | Cipro                                                                     | Qual. Euro 2012                                                           | 1                                                                         | 84’                                                                       |
| 7-9-2010                                                                  | Oslo                                                                      | Norvegia                                                                  | 1 – 0                                                                     | Portogallo                                                                | Qual. Euro 2012                                                           | -                                                                         | 90’                                                                       |
| 8-10-2010                                                                 | Porto                                                                     | Portogallo                                                                | 3 – 1                                                                     | Danimarca                                                                 | Qual. Euro 2012                                                           | -                                                                         | 69’                                                                       |
| 12-10-2010                                                                | Reykjavík                                                                 | Islanda                                                                   | 1 – 3                                                                     | Portogallo                                                                | Qual. Euro 2012                                                           | -                                                                         | 65’                                                                       |
| 17-11-2010                                                                | Lisbona                                                                   | Portogallo                                                                | 4 – 0                                                                     | Spagna                                                                    | Amichevole                                                                | 1                                                                         | 76’                                                                       |
| 9-2-2011                                                                  | Carouge                                                                   | Portogallo                                                                | 1 – 2                                                                     | Argentina                                                                 | Amichevole                                                                | -                                                                         | 60’                                                                       |
| 26-3-2011                                                                 | Leiria                                                                    | Portogallo                                                                | 1 – 1                                                                     | Cile                                                                      | Amichevole                                                                | -                                                                         | 82’                                                                       |
| 29-3-2011                                                                 | Aveiro                                                                    | Portogallo                                                                | 2 – 0                                                                     | Finlandia                                                                 | Amichevole                                                                | -                                                                         |                                                                           |
| 10-8-2011                                                                 | Faro                                                                      | Portogallo                                                                | 5 – 0                                                                     | Lussemburgo                                                               | Amichevole                                                                | 2                                                                         | 46’                                                                       |
| 2-9-2011                                                                  | Larnaka                                                                   | Cipro                                                                     | 0 – 4                                                                     | Portogallo                                                                | Qual. Euro 2012                                                           | 1                                                                         | 76’                                                                       |
| 11-11-2011                                                                | Zenica                                                                    | Bosnia ed Erzegovina                                                      | 0 – 0                                                                     | Portogallo                                                                | Qual. Euro 2012                                                           | -                                                                         | 65’                                                                       |
| 29-2-2012                                                                 | Varsavia                                                                  | Polonia                                                                   | 0 – 0                                                                     | Portogallo                                                                | Amichevole                                                                | -                                                                         | 66’                                                                       |
| 26-5-2012                                                                 | Leiria                                                                    | Portogallo                                                                | 0 – 0                                                                     | Macedonia                                                                 | Amichevole                                                                | -                                                                         | 63’                                                                       |
| 2-6-2012                                                                  | Lisbona                                                                   | Portogallo                                                                | 1 – 3                                                                     | Turchia                                                                   | Amichevole                                                                | -                                                                         | 49’ 72’                                                                   |
| 21-6-2012                                                                 | Varsavia                                                                  | Rep. Ceca                                                                 | 0 – 1                                                                     | Portogallo                                                                | Euro 2012 - Quarti di finale                                              | -                                                                         | 40’                                                                       |
| 27-6-2012                                                                 | Donec'k                                                                   | Portogallo                                                                | 2 – 4 dts (2 – 4 dtr)                                                     | Spagna                                                                    | Euro 2012 - Semifinale                                                    | -                                                                         | 81’                                                                       |
| 15-8-2012                                                                 | Faro                                                                      | Portogallo                                                                | 2 – 0                                                                     | Panama                                                                    | Amichevole                                                                | -                                                                         | 61’                                                                       |
| 14-11-2012                                                                | Libreville                                                                | Gabon                                                                     | 2 – 2                                                                     | Portogallo                                                                | Amichevole                                                                | 1                                                                         | 55’                                                                       |
| 22-3-2013                                                                 | Tel Aviv                                                                  | Israele                                                                   | 3 – 3                                                                     | Portogallo                                                                | Qual. Mondiali 2014                                                       | -                                                                         | 74’                                                                       |
| 26-3-2013                                                                 | Baku                                                                      | Azerbaigian                                                               | 0 – 2                                                                     | Portogallo                                                                | Qual. Mondiali 2014                                                       | 1                                                                         | 58’                                                                       |
| 10-6-2013                                                                 | Carouge                                                                   | Croazia                                                                   | 0 – 1                                                                     | Portogallo                                                                | Amichevole                                                                | -                                                                         | 76’                                                                       |
| 11-10-2013                                                                | Lisbona                                                                   | Portogallo                                                                | 1 – 1                                                                     | Israele                                                                   | Qual. Mondiali 2014                                                       | -                                                                         | 70’                                                                       |
| 15-10-2013                                                                | Coimbra                                                                   | Portogallo                                                                | 3 – 0                                                                     | Lussemburgo                                                               | Qual. Mondiali 2014                                                       | -                                                                         | 58’                                                                       |
| 15-11-2013                                                                | Lisbona                                                                   | Portogallo                                                                | 1 – 0                                                                     | Svezia                                                                    | Qual. Mondiali 2014                                                       | -                                                                         | 66’                                                                       |
| 19-11-2013                                                                | Stoccolma                                                                 | Svezia                                                                    | 2 – 3                                                                     | Portogallo                                                                | Qual. Mondiali 2014                                                       | -                                                                         | 82’                                                                       |
| 31-5-2014                                                                 | Oeiras                                                                    | Portogallo                                                                | 0 – 0                                                                     | Grecia                                                                    | Amichevole                                                                | -                                                                         | 45’                                                                       |
| 11-6-2014                                                                 | East Rutherford                                                           | Portogallo                                                                | 5 – 1                                                                     | Irlanda                                                                   | Amichevole                                                                | 2                                                                         | 65’                                                                       |
| 16-6-2014                                                                 | Salvador                                                                  | Germania                                                                  | 4 – 0                                                                     | Portogallo                                                                | Mondiali 2014 - 1º turno                                                  | -                                                                         | 28’                                                                       |
| 31-3-2015                                                                 | Estoril                                                                   | Portogallo                                                                | 0 – 2                                                                     | Capo Verde                                                                | Amichevole                                                                | -                                                                         | 64’                                                                       |
| Totale                                                                    |                                                                           | Presenze                                                                  | 57                                                                        |                                                                           | Reti (11º posto)                                                          | 19                                                                        |                                                                           |

## Palmarès

### Competizioni nazionali
- Campionato portoghese: 2

Porto: 2003-2004, 2005-2006
- Supercoppa portoghese: 2

Porto: 2003, 2004
- Coppa di Germania: 1

Werder Brema: 2008-2009
- Coppa di Turchia: 1

Beşiktaş: 2010-2011

### Competizioni internazionali
- Champions League: 1

Porto: 2003-2004
- Coppa intercontinentale: 1

Porto: 2004